# Andrew Jarrett
Andrew Jarrett (Belper, 9 gennaio 1958) è un ex tennista britannico.

## Carriera
In carriera ha vinto un titolo di doppio. Nei tornei del Grande Slam ha ottenuto il suo miglior risultato raggiungendo le semifinali di doppio agli Australian Open nel 1978, in coppia con il connazionale Jonathan Smith.
In Coppa Davis ha disputato un totale di 9 partite, ottenendo 3 vittorie e 6 sconfitte.

## Statistiche

### Doppio

#### Vittorie (1)
| Numero | Anno            | Torneo                  | Superficie | Compagno       | Avversari in finale             | Punteggio |
| 1.     | 17 gennaio 1982 | Heineken Open, Auckland | Cemento    | Jonathan Smith | Larry Stefanki Robert Van't Hof | 7-5, 7-6  |

### Doppio

#### Finali perse (5)
| Numero | Anno              | Torneo                                        | Superficie  | Compagno       | Avversari in finale           | Punteggio     |
| 1.     | 8 gennaio 1979    | Heineken Open, Auckland                       | Cemento     | Jonathan Smith | Bernard Mitton Kim Warwick    | 3-6, 6-2, 3-6 |
| 2.     | 25 marzo 1979     | Lorraine Open, Nancy                          | Cemento     | Robin Drysdale | Klaus Eberhard Karl Meiler    | 6-4, 6-7, 3-6 |
| 3.     | 14 settembre 1980 | British Hard Court Championships, Bournemouth | Terra rossa | Jonathan Smith | Eddie Edwards Lennert Edwards | 3-6, 7-6, 6-8 |
| 4.     | 27 aprile 1981    | Paris Open, Parigi                            | Cemento     | Jonathan Smith | Ilie Năstase Yannick Noah     | 4-6, 4-6      |
| 5.     | 10 gennaio 1982   | South Australian Open, Adelaide               | Erba        | Jonathan Smith | Mark Edmondson Kim Warwick    | 5-7, 6-4, 6-7 |